# Odo Marquard
Odo Marquard (Słupsk, 26 febbraio 1928 – Celle, 9 maggio 2015) è stato un filosofo tedesco.

## Biografia
Marquard studiò filosofia, germanistica e teologia all'università di Münster e nella Albert-Ludwig-Universität di Friburgo in Brisgovia. Sostenne la sua tesi dottorale nel 1954, Sul problema della logica dell'apparenza in Kant.
Divenne assistente di Joachim Ritter a Münster e sostenne l'abilitazione nel 1963 con una Habilitationsschrift Sul depotenziamento della filosofia trascendentale. Motivi filosofici di un nuovo psicologismo nella filosofia.
In seguito insegnò come Privatdozent e divenne professore nel 1965 all'Justus Liebig Universität di Gießen, divenendovi professore emerito dal 1993.
La sua opera ha ricevuto in Germania numerosi riconoscimenti e premi.

## Filosofia
Gli scritti di Marquard - in genere brevi saggi - si caratterizzano per uno stile polemico e spesso umoristico. I suoi primi lavori concernono soprattutto con la filosofia della natura nell'idealismo tedesco e sul ritorno di motivi idealisti nella psicanalisi.
Marquard ha intrapreso una critica della filosofia della storia che egli interpreta come reazione alla crisi della teodicea nell'ambito del sapere.
Egli si rivolge all'antropologia e a una visione scettica sulla finitezza dell'esistenza. L'uomo non può che attenersi alle convenzioni ereditate e al tentativo di 'compensarle', un fatto che implica una certa dose di conservatorismo.
Marquard propone così un Addio al principiale nella filosofia, un elogio del politeismo e la separazione dei poteri oltre che un'Apologia del caso. In questo modo si situa in opposizione alla critica sociale della Scuola di Francoforte che egli considera come un «ipertribunale» della filosofia della storia. Egli rivendica l'«usualismo» contro l'utopia politica, contro i programmi critici totalitari e le esigenze di legittimazione, ossia una forma di adesione al moderno mondo borghese.
Marquard ha esercitato un'influenza sulle scienze umane con la sua idea della 'compensazione'. Secondo lui, le scienze umane, e in particolare l'estetica, hanno la funzione di compensare i pregiudizi dell'ambiente umano: «Più il mondo è moderno, più le scienze umane sono indispensabili».

## Opere tradotte in italiano
- Apologia del caso, il Mulino, 1991
- Estetica e anestetica, il Mulino, 1994